# Brit Marling
Brit Marling   (Chicago, 7 d'agost de 1982) és una actriu i guionista nord-americana. Va aconseguir protagonisme després de protagonitzar diverses pel·lícules que es van estrenar al Festival de Cinema de Sundance, com ara Sound of My Voice (2011), Another Earth (2011), i The East (2013), cadascun dels quals va coescriure a més d'interpretar el paper principal. Va co-crear, escriure i protagonitzar la sèrie de misteri The OA (2016–2019), i la minisèrie thriller A Murder at the End of the World (2023).

## Primres anys
Marling va néixer a Chicago, Illinois,filla dels promotors immobiliaris John i Heidi Marling. Fou nomenada "Brit" per la seva besàvia materna noruega. Té una germana, Morgan. Marling va créixer a Winnetka (Illinois), i a Orlando (Florida), on va assistir al programa d'arts de la Dr. Phillips High School. arling estava interessada en actuar, però els seus pares la van animar a centreu-ses en els estudis. Es va graduar a la Universitat de Georgetown el 2005 amb llicenciatura en economia i estudi d'art, i va ser la seva classe valedictorian.

## Carrera
A Georgetown, Marling va conèixer els seus col·laboradors de molt de temps, els futurs directors Mike Cahill i Zal Batmanglij. Marling va passar l'estiu del seu primer any fent pràctiques a la firma de banca d'inversió Goldman Sachs com a analista d'inversions. Va sentir que una vida allà no tindria sentit i finalment va rebutjar una oferta de feina de l'empresa, optant per traslladar-se a Cuba amb Cahill per filmar el documental Boxers and Ballerinas. Co- escrivint el documental amb Cahill i Nick Shumaker, i codirigint amb Cahill, la pel·lícula va ajudar a Marling a guanyar reconeixement el 2004.
El 2005, Marling es va traslladar amb Cahill i Batmanglij a Los Angeles. Va assistir a audicions i se li van oferir papers en pel·lícules de terror, però les va rebutjar. Va afirmar que "volia poder interpretar-se en papers que no l'exigirien interpretar els papers típics que s'ofereixen a actrius joves, la núvia superficial o víctima d'un crim." Va ser descoberta per l'agent de talent Hylda Queally.

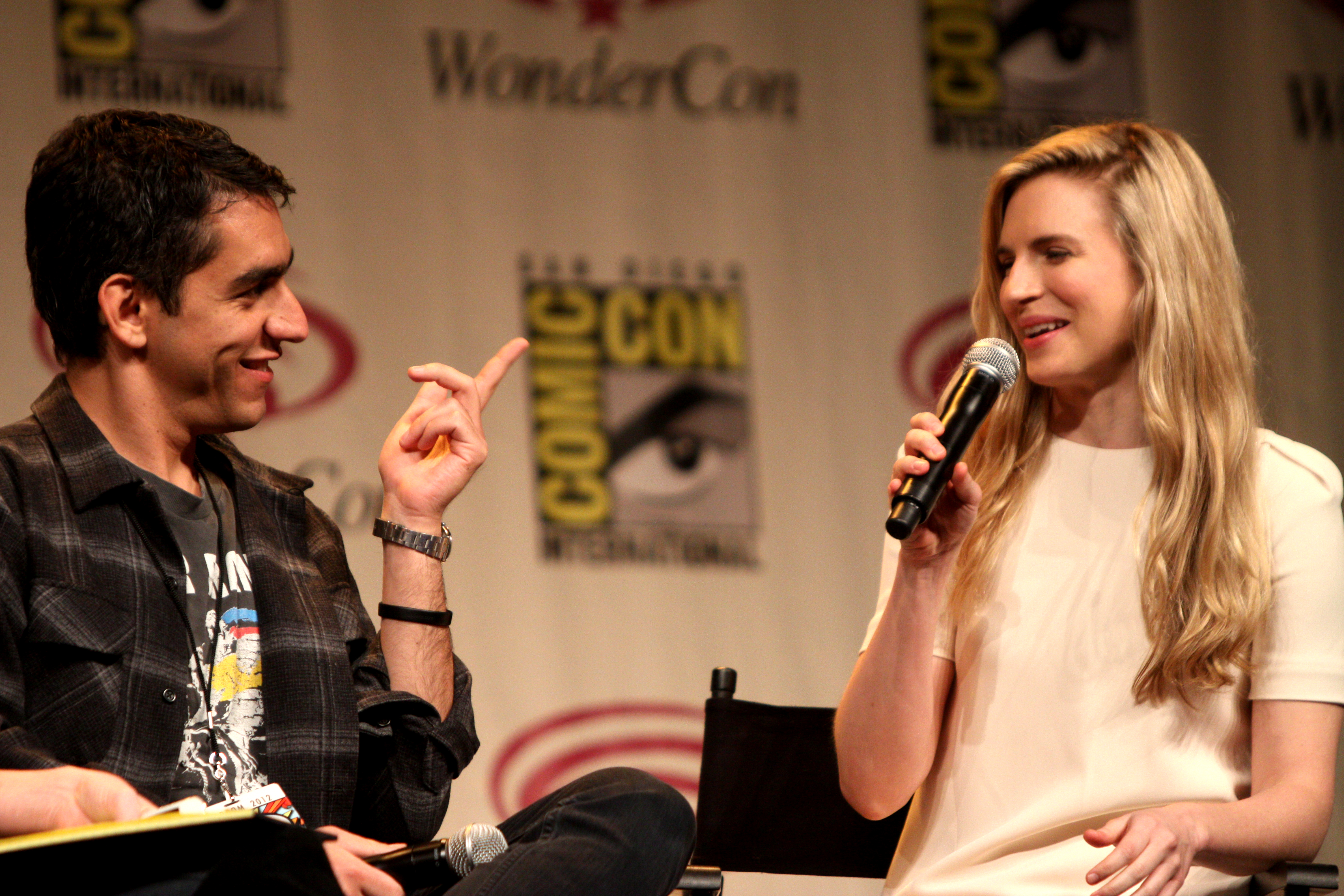
Marling amb el seu col·laborador freqüent Zal Batmanglij parlant a la WonderCon de 2012 a Anaheim (Califòrnia)

L'estiu de 2009, es va unir a un grup de freegans amb l'amic i company de feina Zal Batmanglij, vivint en tendes de campanya i recuperant menjar dels contenidors, per explorar com altres joves estaven construint una vida significativa.
Marling va coescriure, coproduir i actuar a les pel·lícules del 2011 Sound of My Voice i Another Earth, dirigides per Batmanglij i Cahill, respectivament. Ambdues pel·lícules es van presentar al Festival de Cinema de Sundance de 2011, amb Another Earth va guanyar el Premi Alfred P. Sloan per una pel·lícula destacada amb la ciència, la tecnologia o les matemàtiques com a tema principal. El 2012, va interpretar la filla del personatge de Richard Gere a El frau.
El 2013, va col·laborar amb Searchlight a la pel·lícula The East, on també va tenir un paper protagonista. Dirigida per Zal Batmanglij i coescrita per Marling i Batmanglij, The East es basa en l'experiència del duet com a freegans i la seva preocupació pels efectes secundaris dels medicaments amb recepta.
Marling i Batmanglij van col·laborar per crear la sèrie dramàtica The OA que va debutar el 2016 a Netflix. Va ser escrit per Marling i Batmanglij, que van produir la sèrie juntament amb Dede Gardner i Jeremy Kleiner de Plan B, i Michael Sugar d’Anonymous Content.
Marling va començar a rodar la segona temporada de The OA el gener de 2018. La segona temporada, titulada "Part II", es va estrenar el 22 de març de 2019 i va rebre crítiques positives.
Tot i tenir molts papers en pel·lícules que ha coescrit, Marling va afirmar que "té molt més plaer en actuar en històries d'altres persones" ja que "un dels grans plaers d'actuar és rendir-se al punt de vista del món d'una altra persona".

## Filmografia

### Cinema
| Any  | Títol                 | Paper                  | Notes |
| ---- | --------------------- | ---------------------- | --- |
| 2004 | Boxers and Ballerinas | —                      | Documental Co-director amb Mike Cahill |
| 2007 | The Recordist         | Charlie Hall           | Curtmetratge de tesi de Zal Batmanglij per l'AFI |
| 2009 | Political Disasters   | Brit                   | [ 27 ] |
| 2011 | Sound of My Voice     | Maggie                 | També coguionista i productor Nominada—Premi de l'Associació de Crítics de Cinema de Geòrgia al millor guió original Nominada—Premi Independent Spirit a la millor primera pel·lícula Nominada—Independent Spirit a la millor actriu secundària |
| 2011 | Another Earth         | Rhoda Williams         | També coguionista i productora San Diego Film Critics Society Award a la millor actriu Premi a la millor actriu de Sitges Nominada—Premi de l'Associació de Crítics de Cinema de Chicago a l'intèrpret més prometedor Nominada—Independent Spirit a la millor primera pel·lícula Nominada—Independent Spirit pal millor primer guió Nominada—Premi Saturn a la millor actriu Nominada—Premi Saturn al millor guió |
| 2012 | El frau               | Brooke Miller          | |
| 2012 | Pacte de silenci      | Rebecca Osborne        | |
| 2013 | The East              | Sarah Moss / Jane Owen | També coguionista i productor |
| 2014 | The Better Angels     | Nancy Lincoln          | [ 28 ] |
| 2014 | I Origins             | Karen                  | |
| 2014 | The Keeping Room      | Augusta                | |
| 2014 | Posthumous            | McKenzie Grain         | |

### Televisió
| Any       | Títol                            | Paper                               | Notes                                         |
| --------- | -------------------------------- | ----------------------------------- | --------------------------------------------- |
| 2011      | Community                        | Page                                | Episodi: "Early 21st Century Romanticism"     |
| 2014      | Babylon                          | Liz Garvey                          | paper principal                               |
| 2016–2019 | The OA                           | Prairie Johnson / OA / Nina Azarova | Co-creador, coguionista 10 episodis           |
| 2023      | A Murder at the End of the World | Lee Andersen                        | va escriure 7 episodis, va dirigir 3 episodis |